# Aphonopelma griseum
Aphonopelma griseum é uma espécie de aranha pertencente à família Theraphosidae (tarântulas).